# Milliarium Aureum

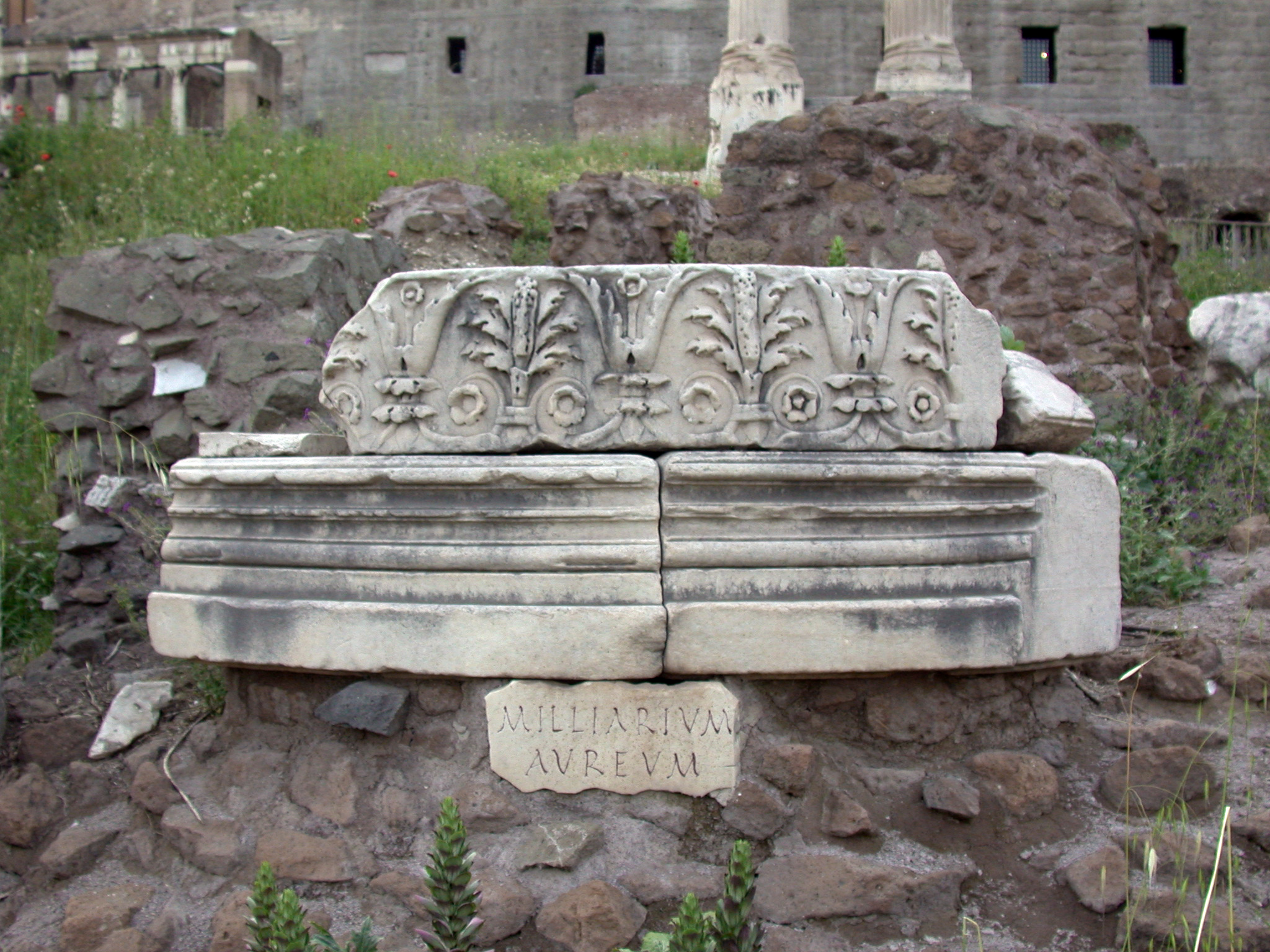
Restant van de voet van de Milliarium Aureum

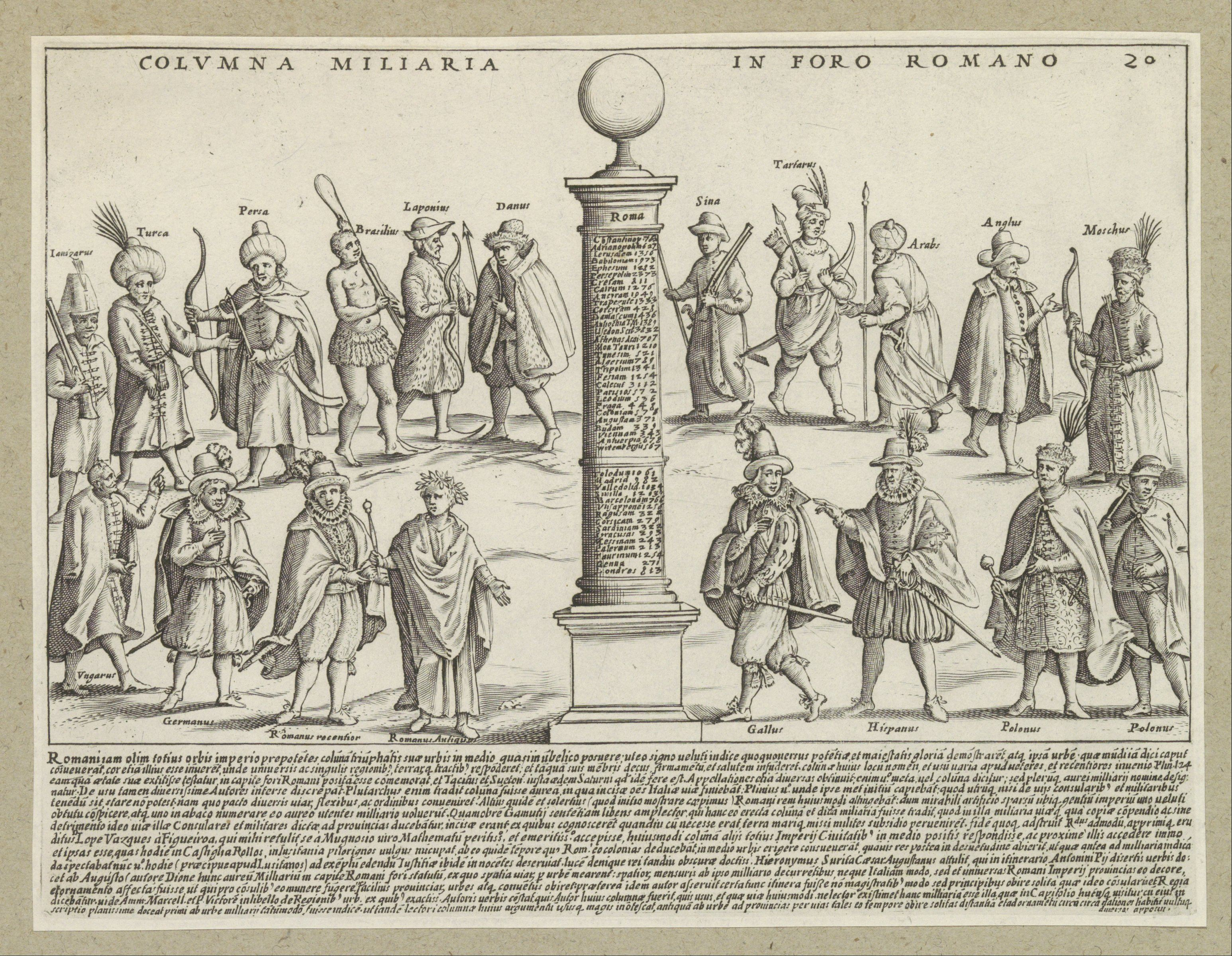
Een prent van de Milliarium Aureum (rond 1637)

De Milliarium Aureum (de Gouden Mijlpaal) was een Romeinse mijlpaal op het Forum Romanum in Rome, die het punt aangaf waar alle Romeinse wegen zouden beginnen.
De Gouden Mijlpaal is in 20 v.Chr. door keizer Augustus opgericht. Hoewel de mijlpaal was geplaatst als praktisch instrument of fraaie frivoliteit, was het toch vooral een politiek machtssymbool: hier was het centrum van de wereld en nergens anders.
Waarschijnlijk was het een achthoekige marmeren pilaar, die met bladgoud bekleed was. Op de pilaar waren de namen van de belangrijkste steden van het Romeinse Rijk gegraveerd, met vermelding van hun afstand tot aan de stadspoorten van Rome, niet tot aan de mijlpaal zelf.
De pilaar is verloren gegaan, maar een restant van de voet is opgegraven en staat nu op het Forum.

## Zero Milestone
De Milliarium Aureum vormde de inspiratie voor de Zero Milestone in Washington D.C. van waaruit de afstanden op de interstate highways in de Verenigde Staten worden gemeten. Verscheidende andere landen hebben een nul kilometer punt met of zonder monument, maar voor zover bekend is er in Nederland noch België een dergelijke plek aan te wijzen.